# Wybory parlamentarne w Austrii w 1983 roku
Wybory parlamentarne w Austrii w 1983 roku – odbyły się 24 kwietnia 1983. Frekwencja wyborcza wyniosła 92,6%.
W wyborach po raz pierwszy kandydowali austriaccy Zieloni. Nurt konserwatywny wystawił listę Vereinte Grüne Österreichs, zaś nurt postępowy - Alternative Liste Österreichs.

## Wyniki wyborów
|  | Lista                               | Liczba głosów | %    | +/- | Mandaty | +/- |
|  | ----------------------------------- | ------------- | ---- | --- | ------- | --- |
|  | Socjalistyczna Partia Austrii (SPÖ) | 2 312 529     | 47,6 | 3,4 | 90      | 5   |
|  | Austriacka Partia Ludowa (ÖVP)      | 2 097 808     | 43,2 | 1,3 | 81      | 4   |
|  | Austriacka Partia Wolnościowa (FPÖ) | 241 789       | 5,0  | 1,1 | 12      | 1   |
|  | Vereinte Grüne Österreichs (VGÖ)    | 93 798        | 1,9  | –   | 0       |     |
|  | Alternative Liste Österreichs (ALÖ) | 65 816        | 1,4  | –   | 0       |     |
|  | Komunistyczna Partia Austrii (KPÖ)  | 31 912        | 0,7  | 0,3 | 0       |     |
|  | inni                                | 9 765         | 0,2  |     | 0       |     |
|  | Razem                               | 4 853 417     | 100  |     | 183     |     |

### Wyniki wyborów w Krajach związkowych
| Kraje związkowe wyniki w % | SPÖ  | ÖVP  | FPÖ  | VGÖ | ALÖ | KPÖ | Inni | Frekwencja |
| -------------------------- | ---- | ---- | ---- | --- | --- | --- | ---- | ---------- |
| Burgenland                 | 51,4 | 44,3 | 2,2  | 1,0 | 0,9 | 0,3 | -    | 94,8       |
| Karyntia                   | 52,9 | 32,1 | 10,7 | 2,0 | 1,5 | 0,7 | -    | 91,7       |
| Dolna Austria              | 45,9 | 48,1 | 3,0  | 1,5 | 0,9 | 0,6 | -    | 94,4       |
| Górna Austria              | 46,3 | 43,5 | 6,0  | 2,3 | 1,4 | 0,5 | -    | 93,6       |
| Salzburg                   | 46,1 | 41,3 | 8,0  | 2,7 | 1,5 | 0,4 | -    | 90,6       |
| Styria                     | 49,4 | 42,3 | 4,0  | 1,5 | 1,8 | 0,8 | 0,2  | 95,8       |
| Tyrol                      | 34,8 | 57,4 | 4,4  | 1,5 | 1,2 | 0,4 | 0,3  | 94,5       |
| Vorarlberg                 | 27,7 | 60,3 | 7,2  | 2,7 | 2,0 | 0,5 | -    | 96,1       |
| Wiedeń                     | 56,6 | 33,6 | 4,4  | 2,3 | 1,4 | 1,0 | 0,7  | 87,0       |